# 春日丹後守
春日 丹後守（かすが たんごのかみ、生没年不詳）は、戦国時代の武将。
斎藤道三に仕えたとされるが、その実在性に関しては否定的な見方もある。実名は不詳。

## 略歴
天文17年（1548年）8月、織田信秀は土岐頼芸のために多芸へ侵攻した。丹後守と堀田道空は平手政秀の元へ人を遣わし和議を請うたとされる。
『信長公記』によれば、天文22年（1553年）の斎藤道三と織田信長との正徳寺の会見に随行したという。